# Marie de Régnier
Marie de Régnier (20 de desembre de 1875 – 6 de febrer de 1963), també coneguda pel seu nom de fadrina Marie de Heredia i pel seu pseudònim literari Gérard d'Houville, fou una novel·lista i poeta francesa estretament relacionada amb els cercles artístics del París de principis del segle xx.

## Treball literari
Marie de Heredia fou la segona de les tres filles del poeta cubà-francès José-Maria de Heredia, de manera que des de ben petita es relacionà amb gran quantitat d'escriptors i artistes que visitaven la casa del seu pare, com per exemple Leconte de Lisle, Anna de Noailles, Paul Valéry, Pierre Louÿs i Anatole France.
Tot i que sovint es parlava més de les seves relacions amb altres artistes que no pas de la seva obra, Marie de Régnier, fou una poetessa i novel·lista de gran èxit i talent, “considerada una de les més dotades d'entre les escriptores de la seva era”. Les seves primeres obres de poesia es publicaren a la Bibliothèque de l'Arsenal, de la que el seu pare era director. Tant ell com els seus amics l'animaren i estimularen el seu talent des de ben jove. Començà a publicar sota el seu nom de casada, si bé més tard adoptà el pseudònim masculí "Gérard d'Houville"). Més tard afirmaria que l'ús del pseudònim fou una manera de distanciar-se del nom del seu pare i del seu marit, molt més coneguts en aquell moment. De fet, no es tractava d'un intent seriós de dissimular el seu sexe, ja que els crítics contemporanis i les ressenyes sempre es referien a ella com Madame Gérard d'Houville.
El seu treball aparegué sovint a la Revue des deux Mondes des de l'any 1894 i fou àmpliament admirat, amb algunes crítiques que la comparaven favorablement amb Stéphane Mallarmé. Publicà la seva primera novel·la en 1903, si bé molts dels seus poemes encara no has estat compilats en edicions modernes.

## Crítica i llegat
El treball d'Heredia fou aclamant durant tota la seva carrer, essent una escriptora popular tant per al públic com per a la crítica. Quan el periòdic francès L'Intransigeant demanà als lectors, en 1910, que anomenés les tres principals escriptores que mereixien una plaça a l'Académie française, "Gérard d'Houville" aparegué en primera posició, seguida d'Anna de Noailles i Colette. En 1918 rebé el Grand Prix de Littérature de l'Académie française, en reconeixement de la seva obra de ficció, i en 1958 rebé també el Grand Prix de Poésie per la seva obra poètica. Fins a dia d'avui, és la única dona que ha rebut ambdós premis.
Nombrosos artistes i pintors del seu moment la retrataren, incloent Jacques-Émile Blanche i Jean-Louis Forain. També fou objecte de varies fotografies de Pierre Louÿs, en les que posà nua.

## Vida privada
La seva vida privada fou convulsa. Es casà amb el poeta Henri de Régnier, però també mantingué una llarga relació amb Pierre Louÿs, qui probablement fos el pare del seu fill Pierre de Régnier (1898–1943). També tingué nombrosos amants, com Edmond Jaloux, Jean-Louis Vaudoyer, Gabriele D'Annunzio (durant el seu exili a París de 1910 a 1914) i el dramaturg Henri Bernstein. La seva relació amb col·legues obertament lesbianes donà lloc a molts rumors sobre la seva pròpia sexualitat.

## Bibliografia

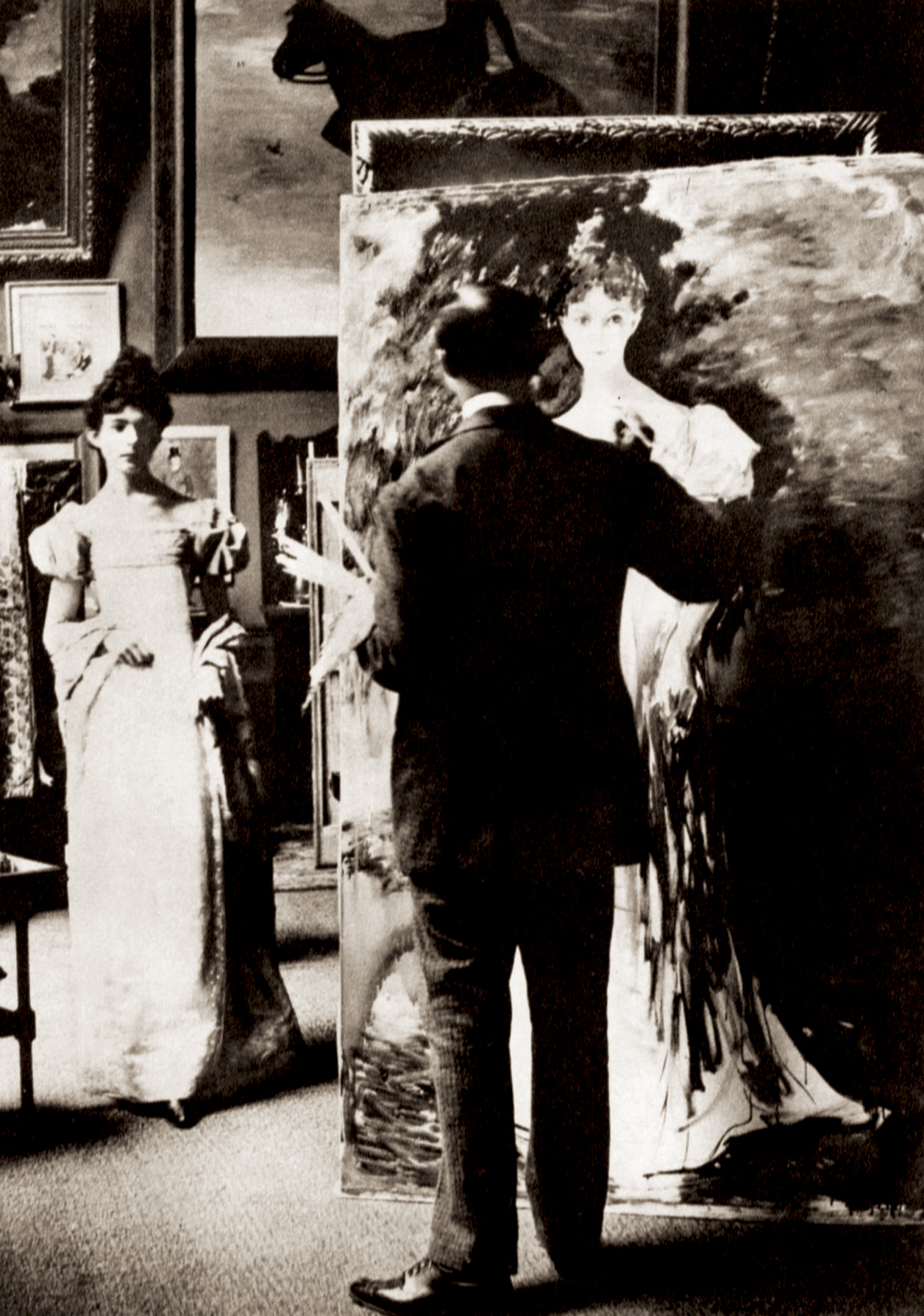
Marie de Régnier posant pel seu retrat al taller de Jacques-Émile Blanche, 1893. Photograph by Giuseppe Primoli.